# Ephedromyia kazenasi
Ephedromyia kazenasi är en tvåvingeart som beskrevs av Fedotova 1993. Ephedromyia kazenasi ingår i släktet Ephedromyia och familjen gallmyggor.
Artens utbredningsområde är Kazakstan. Inga underarter finns listade i Catalogue of Life.